# HD 166
HD 166，又名BD+28 4704，SAO 73743、HR 8，是一颗恒星，视星等为6.13，位于銀經111.26，銀緯-32.83，其B1900.0坐标为赤經0h 1m 25.2s，赤緯+28° -32.83′ 11″。